# Haenel 312
Das Haenel Modell 312 oder Meisterschafts-Luftgewehr 312 ist ein Sportluftgewehr des VEB Fahrzeug- und Jagdwaffenwerk „Ernst Thälmann“ (FAJAS) aus Suhl. Nach 1989 wurde die Produktion von der Jagd- und Sportwaffen Suhl GmbH als Haenel 600 fortgeführt. Das Modell 312 wurde umgangssprachlich Seitenspanner genannt und war das Standard-Matchluftgewehr der Sportschützen im Breitensport bis zur Clubebene (unterhalb von internationalen Meisterschaften) der DDR-Sportschützen.

## Entwicklung
Das Modell 312 wurde in Suhl als Meisterschaftsluftgewehr entwickelt. Im Jahre 1966 startete die DDR-Nationalmannschaft bei der Weltmeisterschaft in Wiesbaden mit Prototypen dieses neuen Modells. Ursprünglich sollte ebenfalls die sowjetische Nationalmannschaft ausgestattet werden, es konnten aber nicht genügend Exemplare zeitgerecht zur Verfügung gestellt werden.
Das Modell 312 wurde über den Produktionszeitraum immer wieder in Details verbessert, während sich die Beschreibung aufgrund der Weiterentwicklung im internationalen Luftgewehrbau von „Meisterschafts-Luftgewehr“ über „Hochleistungs-Luftgewehr“ und „Sportschützen-Luftgewehr“ hin zu „Seitenspanner-Luftgewehr“ veränderte und damit den zunehmenden technischen Abstand des in seinen Grundzügen unverändert gebliebenen Gewehrs zu internationalen Top-Matchluftgewehren widerspiegelte.

## Beschreibung

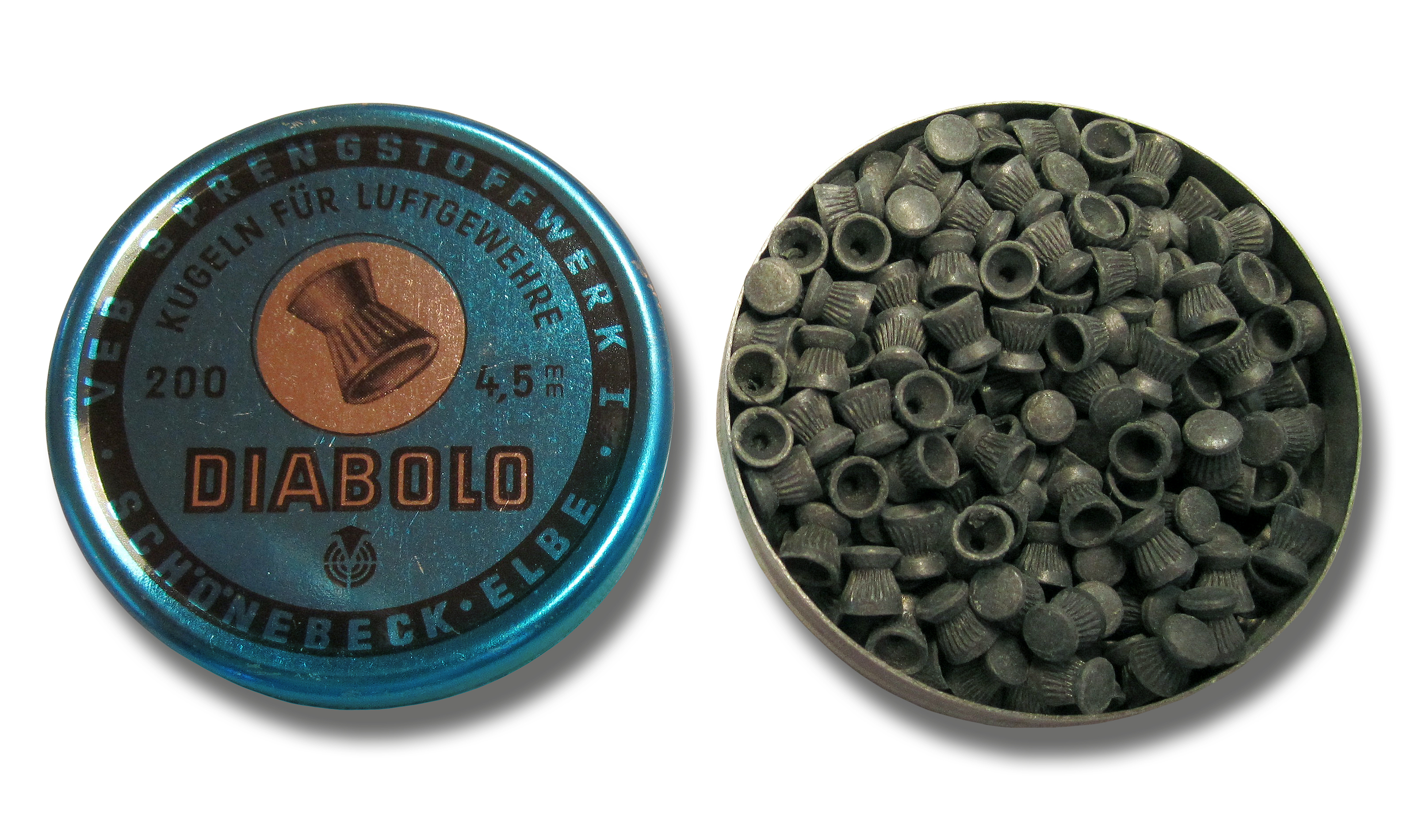
Schönebecker Standard-Diabolos 4,5 mm

Das Modell 312 ist ein Schlagfeder-Verdichter-Luftgewehr. Der Lauf ist starr mit der Systemhülse verbunden, gespannt wird es mit einem Seitenspannhebel an der rechten Waffenseite. Der Hebel wird nach dem Entriegeln um 90° nach rechts gezogen, wobei die Schlagfeder gespannt wird und die Verschlusshülse das Diabololager freigibt. Ein Ratschenmechanismus verhindert das Zurückschnellen des Spannhebels, der erst wieder von Hand geschlossen werden kann, nachdem er seine Endstellung erreicht hat. Ein Abbrechen des Spannvorganges und Schließen der Waffe ist nicht möglich, der Abzug ist während des Spannens blockiert.
Das Gewehr hat einen einstellbaren Matchabzug und keine manuelle Sicherung. Es ist erschütterungsreduziert, als Prellschlagdämpfer dient eine gummipuffer- und federgedämpfte Hülse über dem Laufansatz, auf die die Kompressionshülse bei der Schussabgabe aufschlägt.
Als Visier dient ein voll einstellbares Diopter mit Wechsellochblenden und -kornen. Das Diopter wird auf die 9-mm-Prismenschiene aufgeschoben und mit zwei Halbwellen geklemmt. Die Prismenschiene entspricht in Form und Funktion modernen Montagesystemen wie der Picatinny- oder der NATO-Schiene. Sie ist 100 mm lang und hat zwei Segmente mit je neun halbrunden Nuten.
Der Wettkampfschaft besteht aus Buche und hat eine Monte-Carlo-Backe. Der Pistolengriff und die Daumenauflage sind punziert. Die Schaftlänge ist durch Zwischenplatten zwischen Schaft und Schaftkappe einstellbar, die Schaftkappe kann stufenlos in der Höhe verstellt werden.
Das Modell 312 ist für die Standard-Diabolos mit 4,53 mm Kopfdurchmesser optimiert und schießt mit diesen die besten Gruppen. Matchdiabolos erreichen im besten Fall dieselben Streukreise, können aber, je nach Hersteller, auch deutlich schlechter liegen. Die Mündungsgeschwindigkeit eines 0,53 g schweren Diabolos beträgt etwa 173 m/s, bei 0,47 g schweren Diabolos steigt sie auf 183 m/s an. Die Werksangabe liegt bei 160 m/s.
Die Waffen sind mit dem Haenel-Pfeil, dem Suhler Waffenschmied, der Modellbezeichnung, der Seriennummer sowie mit Made in GDR und Kal. 4,5 mm gemarkt.

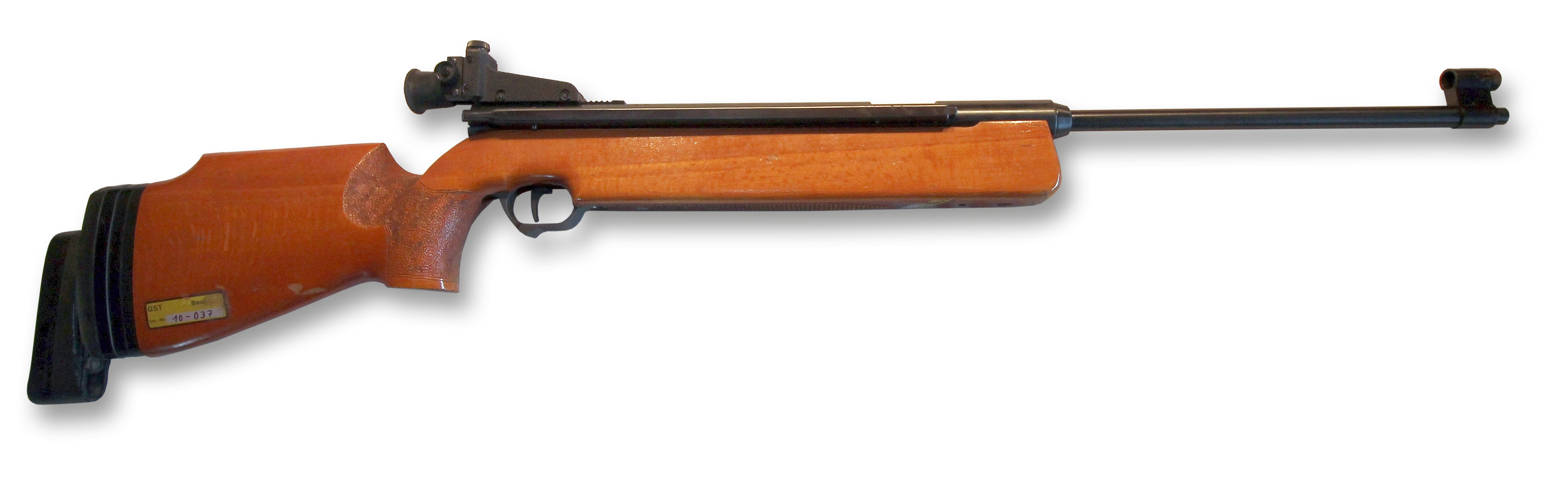
Rechte Seite
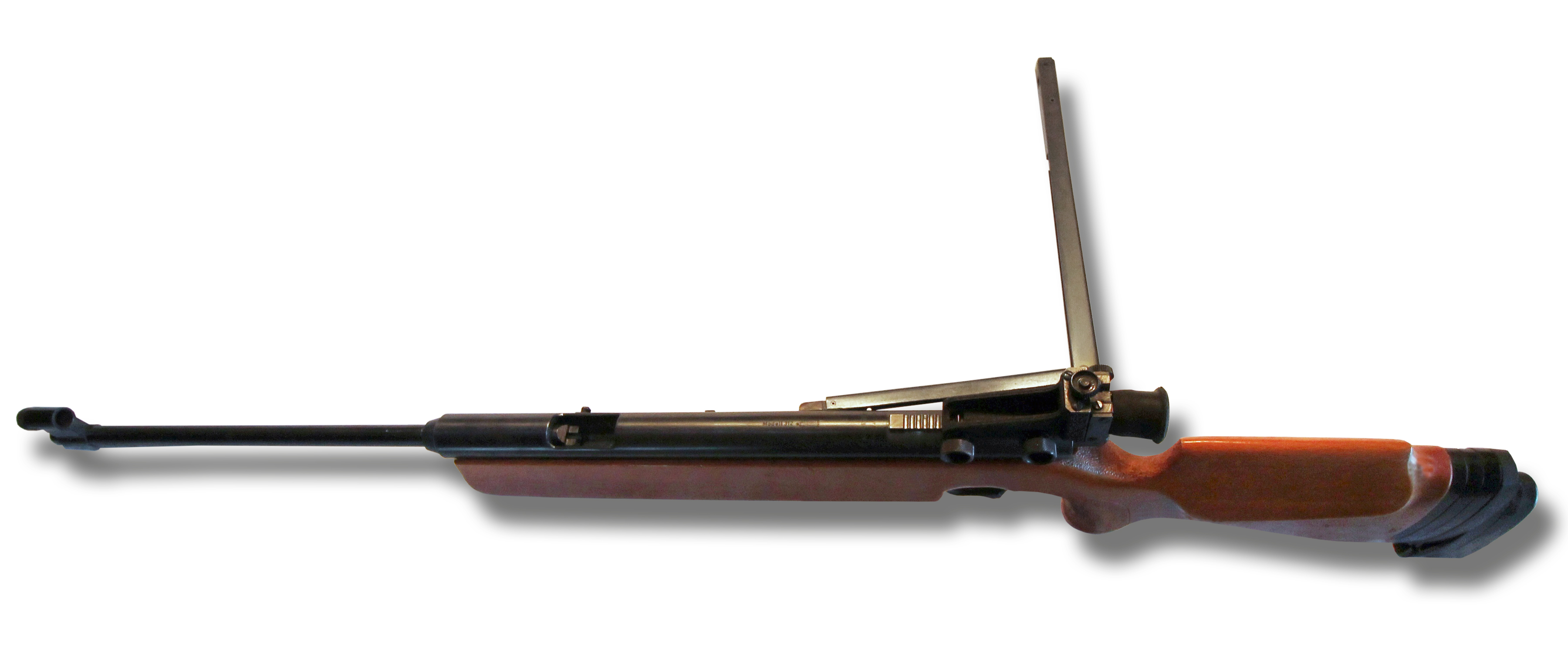
Geöffneter Spannhebel
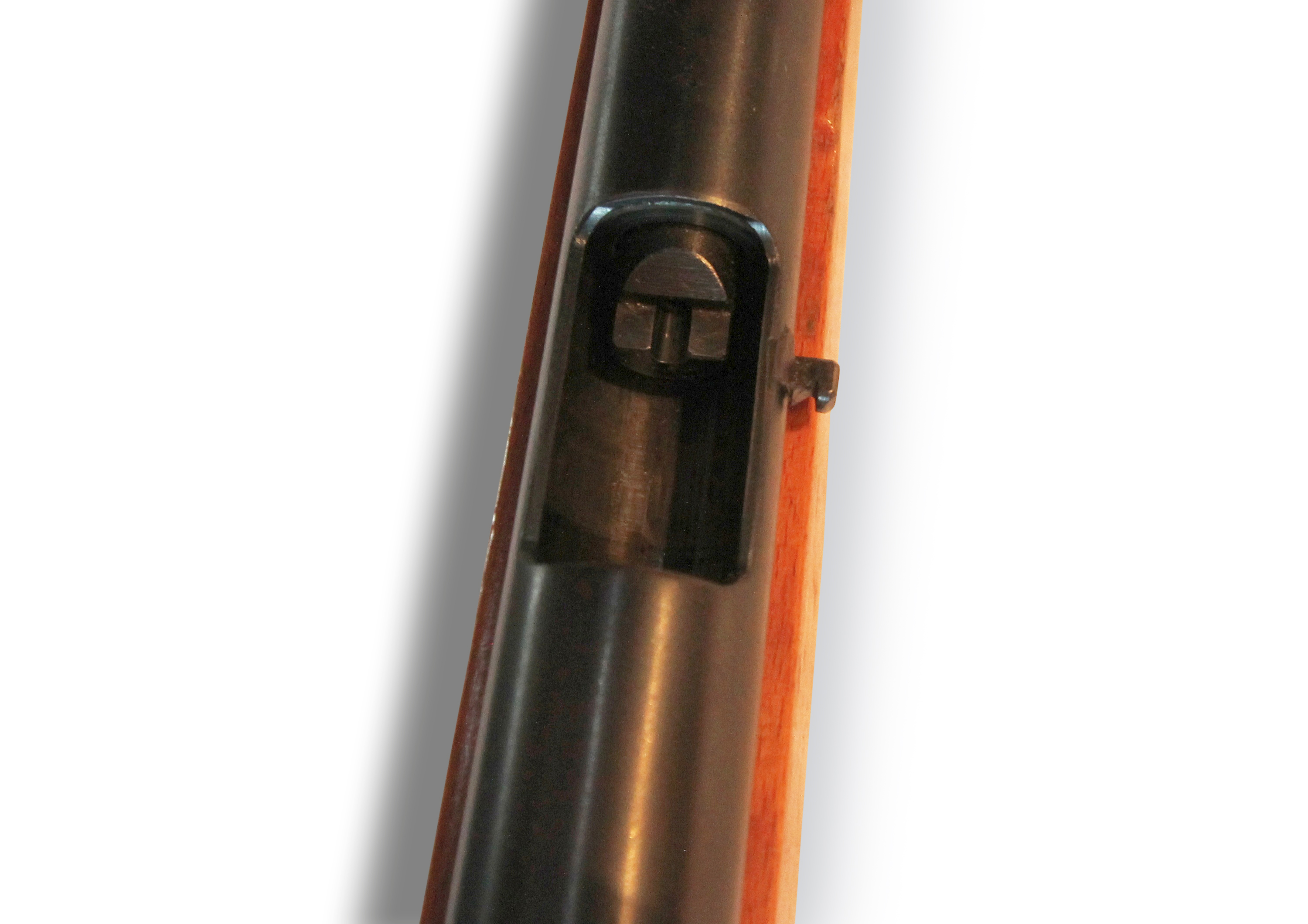
Diabololager
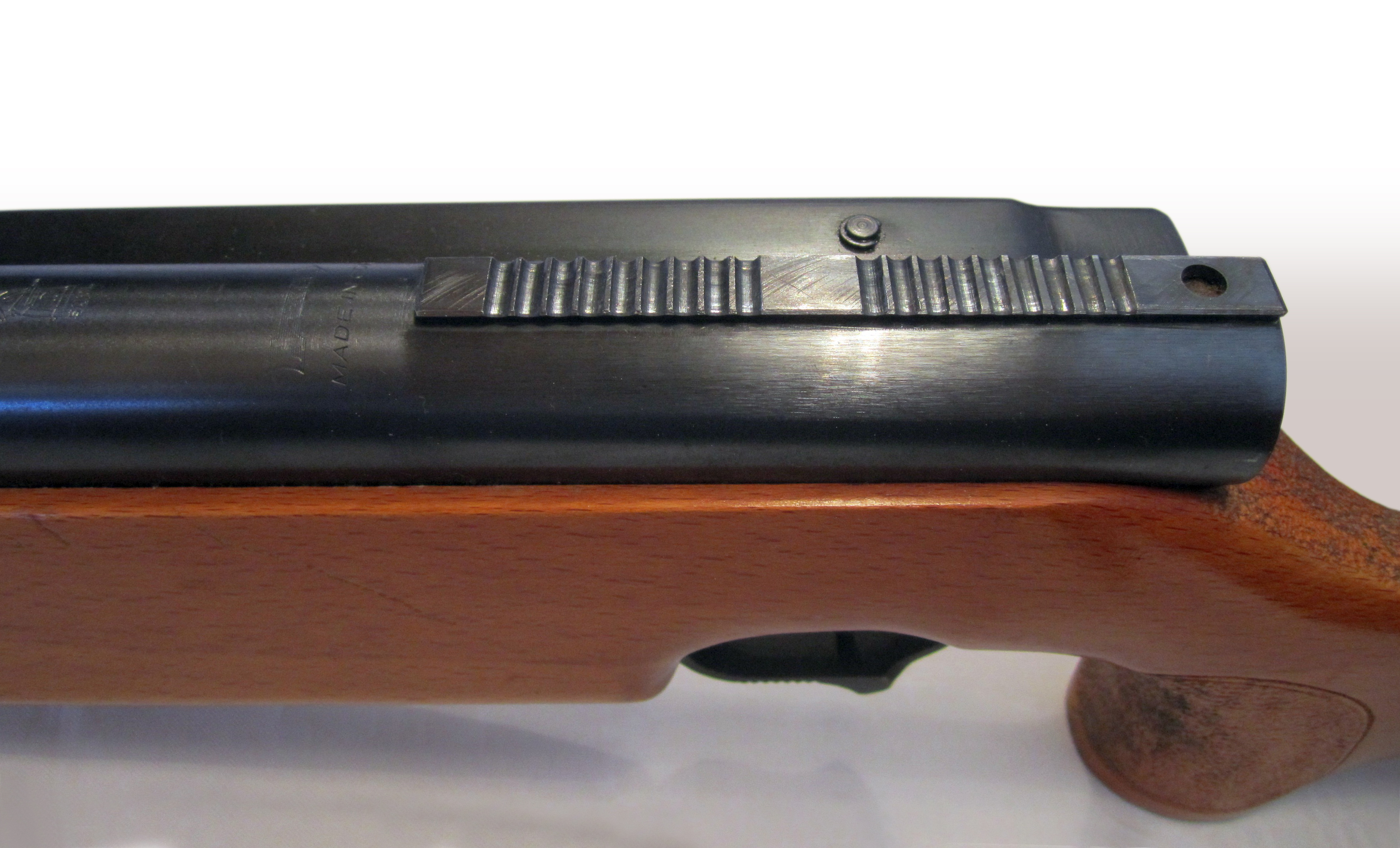
Prismenschiene
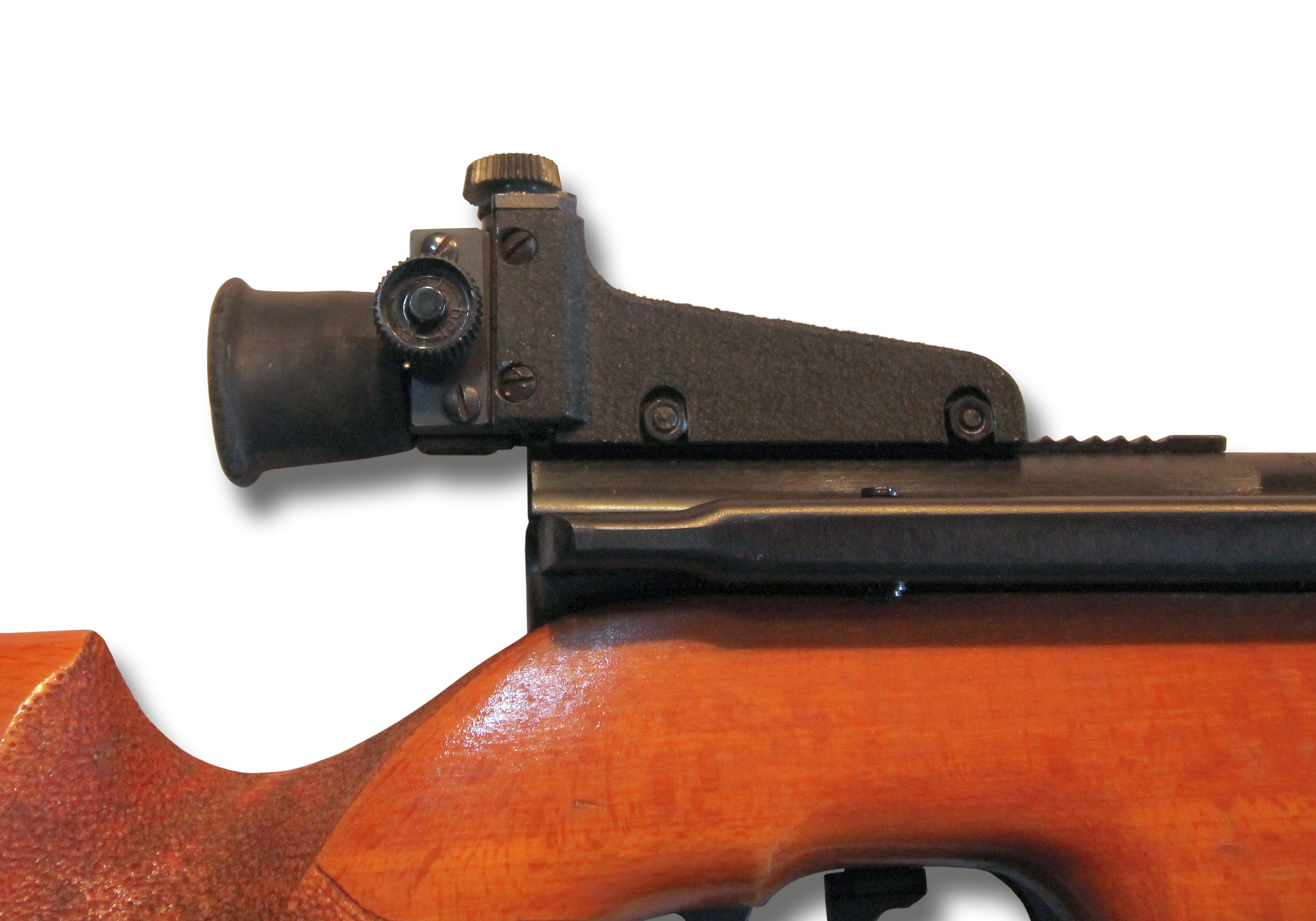
Diopter, Seitenstellschraube
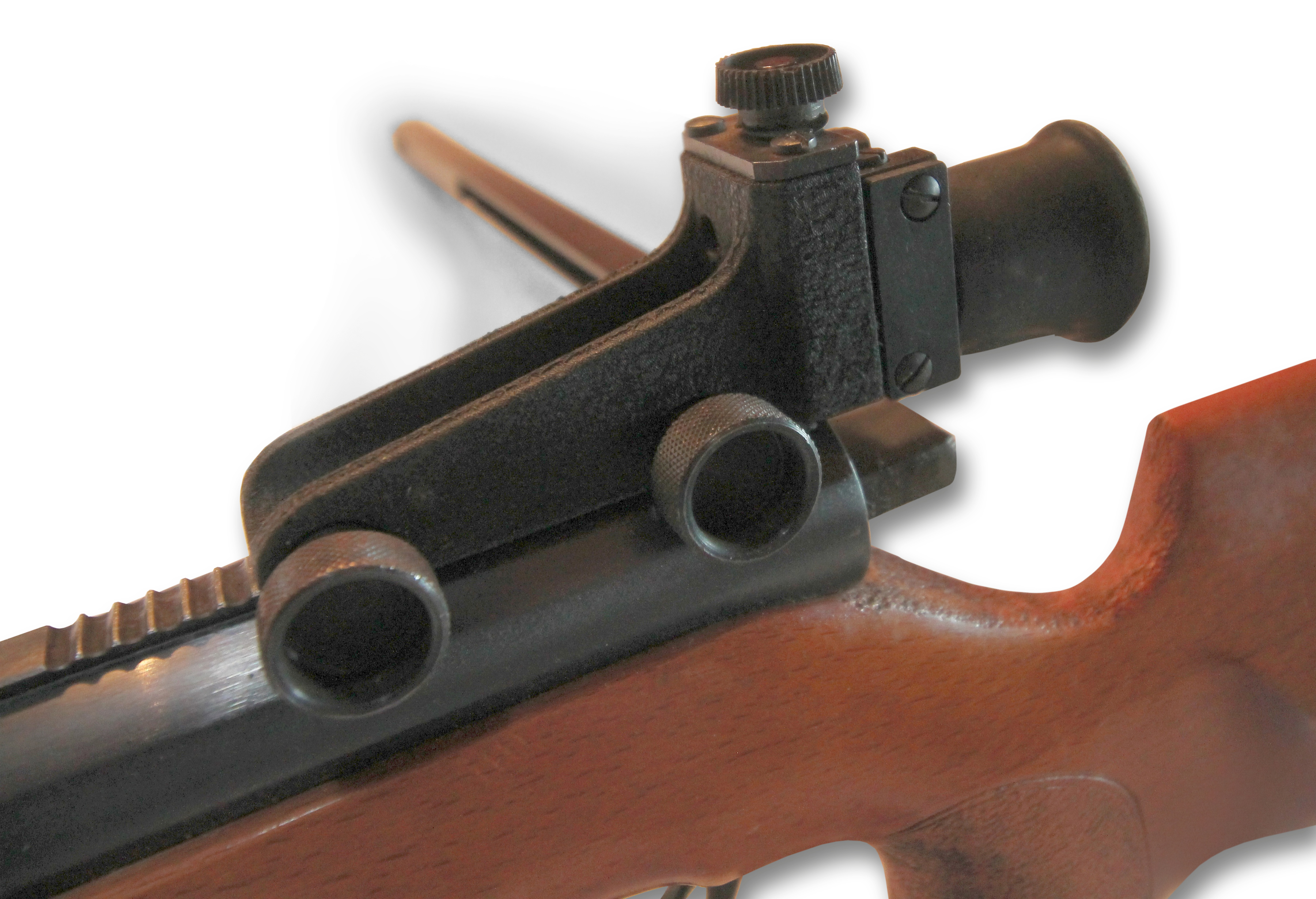
Diopter, linke Seite mit Klemmungen
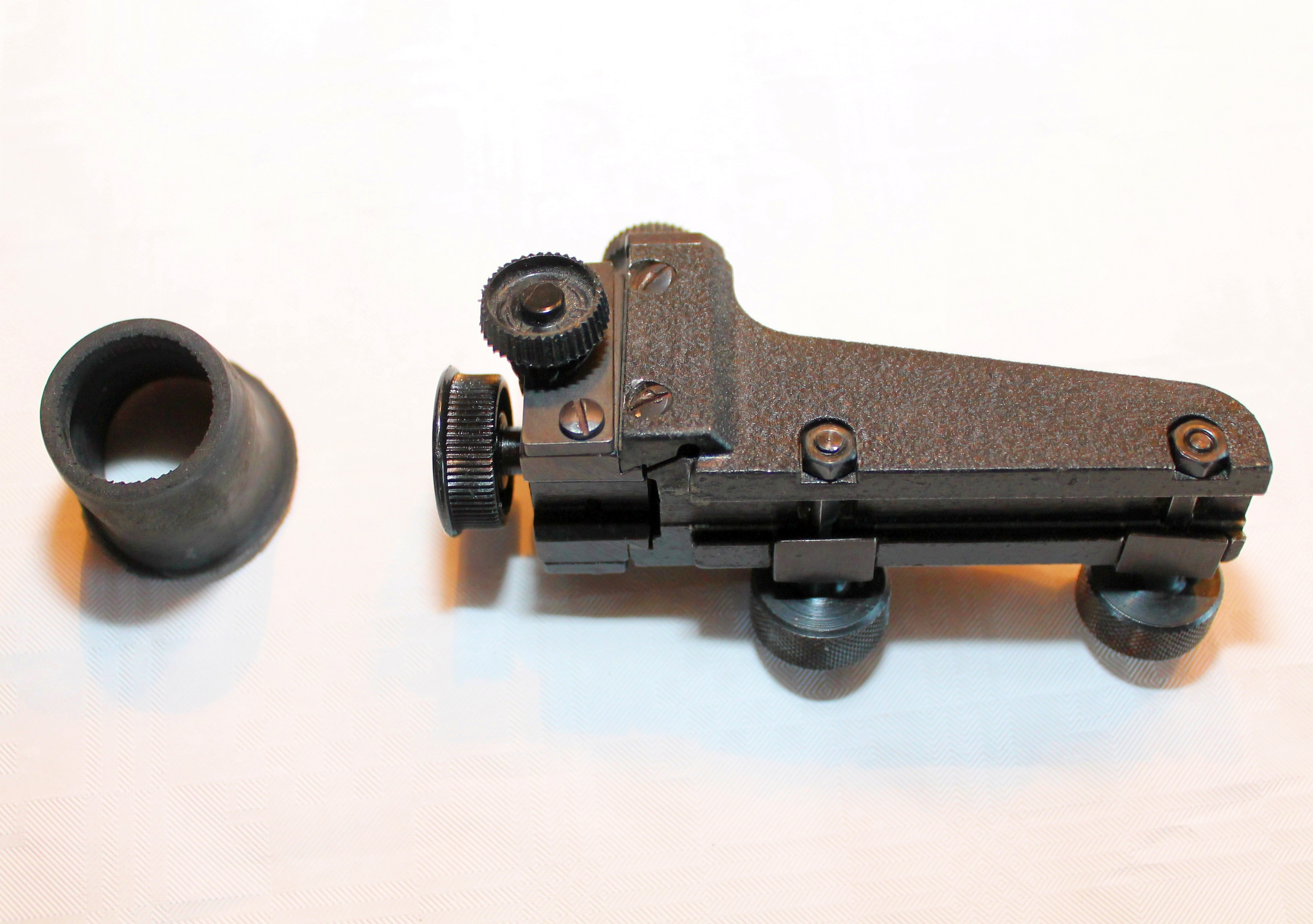
Diopter einzeln, Lichtschutzblende abgenommen
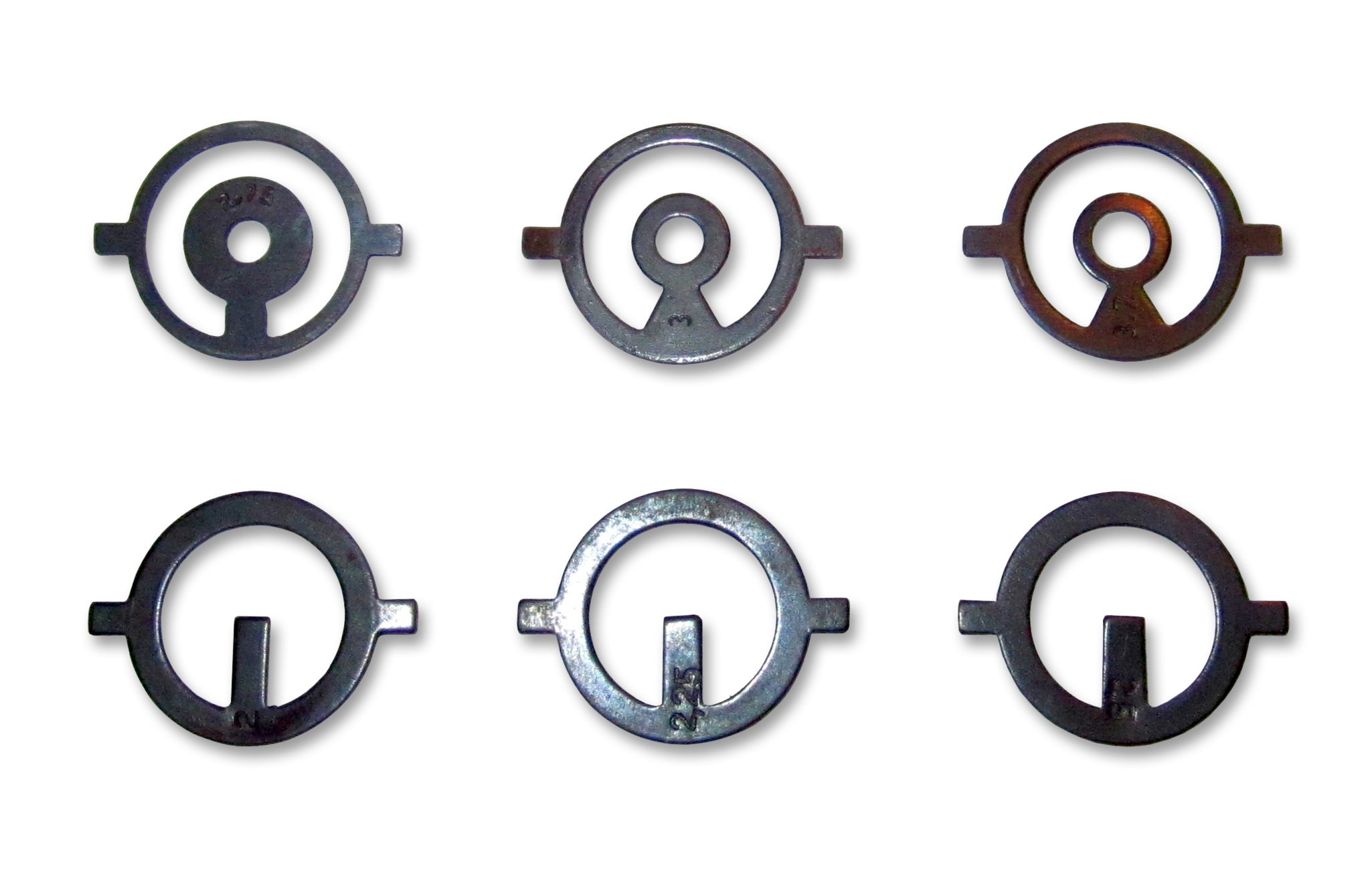
Ring- und Balkenkorne
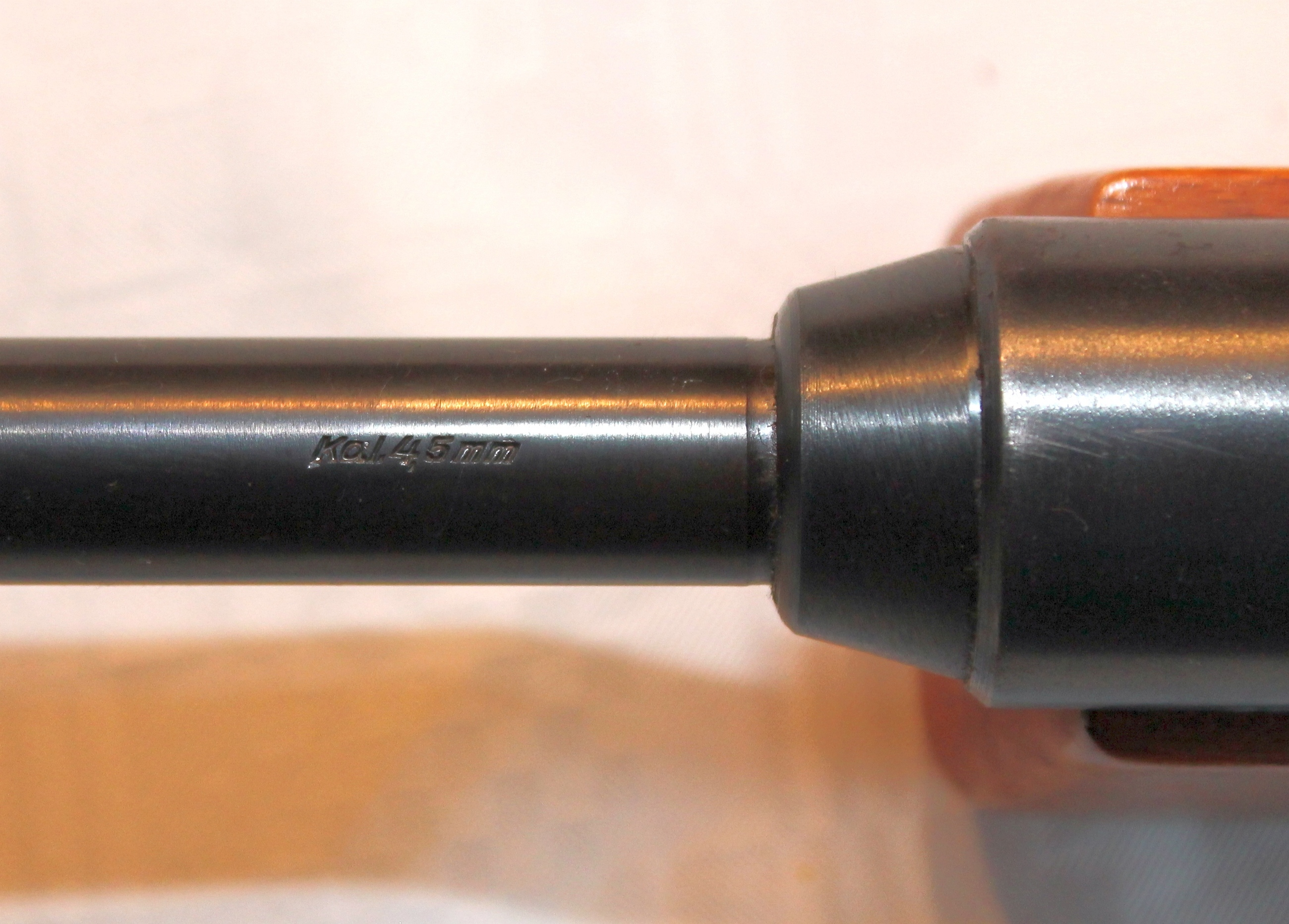
Punze „Kal. 4,5 mm“
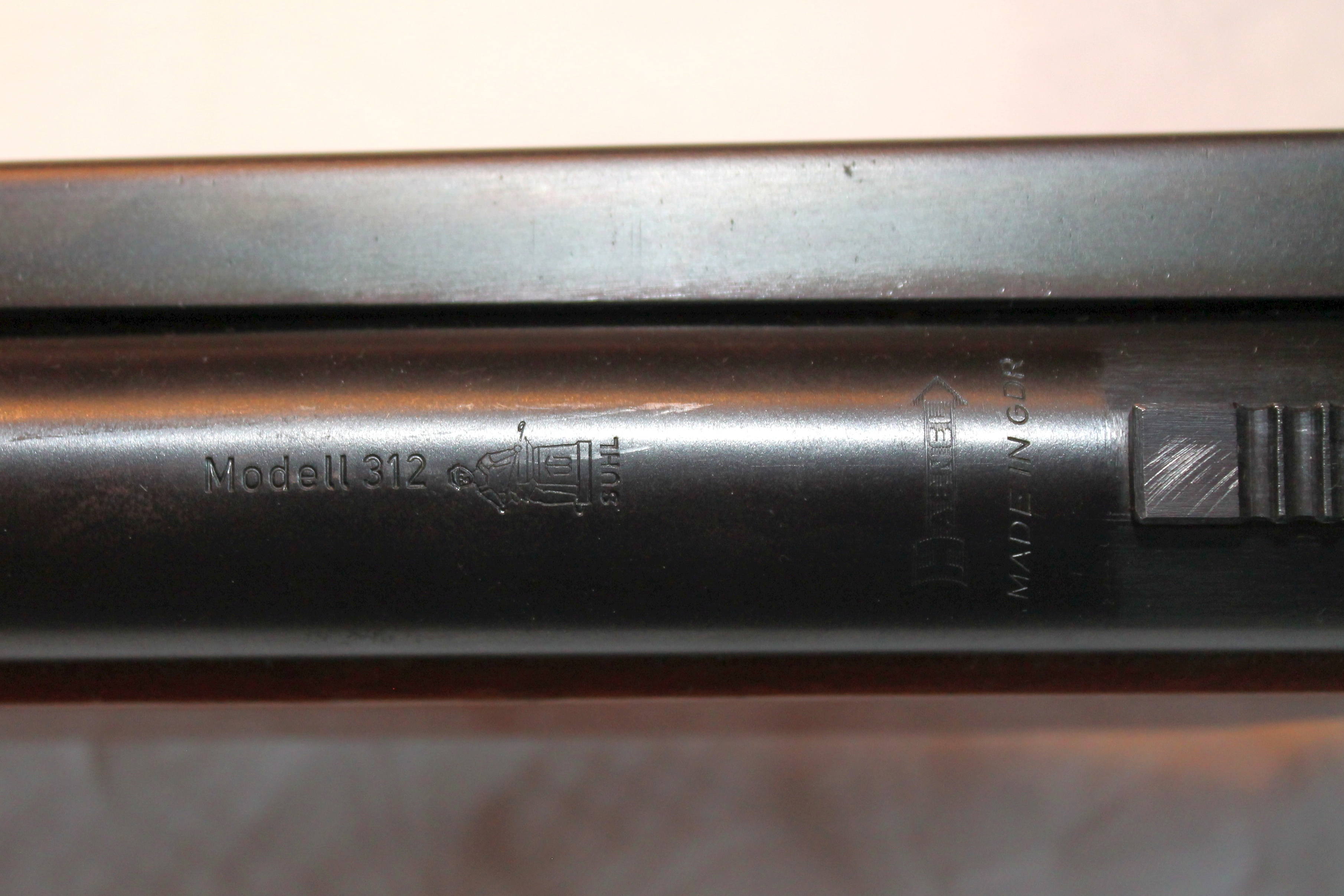
Punzen: „Modell 312“, Suhler Waffenschmied, Haenel-Pfeil, „Made in GDR“

## Varianten
Die Standardausführung ist das Modell 312-1 (intern: 3.121). Für die Disziplin Laufende Scheibe wurde das Modell 312-1.2 gefertigt, das sich durch eine andere Kornaufnahme mit Doppelkorn und eine erhöhte, nichtverstellbare Schaftbacke vom Modell 312-1 unterscheidet.
Nach 1989/90 wurde das Modell 312 als Seitenspanner-Luftgewehr Haenel 600 angeboten. Diese Variante gab es auch im Kaliber 5,5 mm, wahlweise auch mit voll einstellbarem Schieberastvisier oder Zielfernrohr. Der Schaft bestand aus Nußbaum.
In den Jahren 1973–75 wurde auf der Basis des Modells 3.121 der Prototyp 3.122 entwickelt, der ein zurücklaufendes Federsystem hatte, welches den Prellschlag fast vollständig absorbierte. Dieses Modell wurde nicht in Serie hergestellt, da bereits das technisch überlegene Meisterschaftsluftgewehr MLG 550 mit Luftspeichersystem in Entwicklung war.

## Rechtslage
Das Haenel 312 hat zwar mit etwa 8 Joule mehr als die nach jetzigem bundesdeutschen Recht erlaubten 7,5 Joule Mündungsenergie, die Waffen können jedoch ungeachtet dessen frei erworben und besessen werden, wenn sie bereits vor dem 2. April 1991 auf dem Gebiet der ehemaligen DDR hergestellt und in den Handel gebracht wurden.